# Lomero-Poyatos
Lomero-Poyatos es un yacimiento minero español situado en la provincia de Huelva, concretamente en el término municipal de El Cerro de Andévalo. La mina estuvo activa entre mediados del siglo XIX y finales del siglo XX, encontrándose inactiva en la actualidad. Desde hace años se proyecta su reapertura.  

## Historia
Al igual que en otros yacimientos de la Faja pirítica ibérica, hay constancia de que en época romana se realizaron labores mineras en Lomero-Poyatos. Los estudios contemporáneos de los escoriales romanos de la zona han indicado que el cobre fue el metal de mayor producción durante este período.
A mediados del siglo XIX, tras la visita a la provincia de Huelva que hizo el ingeniero francés Ernest Deligny, se reactivó de nuevo la actividad minera en la zona. En 1864 se inició la explotación, inicialmente a cielo abierto, aunque también se pondrían en marcha labores subterráneas. En la década de 1880 los yacimientos de la zona pasaron a manos de la Compagnie des Mines de Cuivre d'Aguas Teñidas, siendo estos adquiridos con posterioridad por la Sociedad Francesa de Piritas de Huelva a comienzos del siglo XX. La explotación minera de Lomero-Poyatos se mantuvo hasta su declive y cierre en 1980.
La creciente demanda de los países emergentes ha hecho que numerosas minas de la faja pirítica vuelvan a ser rentables, entre ellas Lomero-Poyatos. Por ello, se proyecta su apertura. En la actualidad la mina posee unas reservas de 21 millones de toneladas de mineral, compuestas por 640.500 toneladas de zinc, 189.000 toneladas de cobre, 178.500 toneladas de plomo, 46 millones de onzas de plata y 2,28 millones de onzas de oro.

## Ferrocarril
Las instalaciones de Lomero-Poyatos llegaron a estar enlazadas con la línea Zafra-Huelva mediante un ramal de vía estrecha que llegaba hasta la estación de Valdelamusa. Este pequeño trazado, construido en 1887, sería ampliado años después hasta las minas de San Telmo y la mina de El Carpio. El ferrocarril, que llegó a tener una longitud total de 12,820 kilómetros, dispuso de un parque motor formado por ocho locomotoras de vapor y cuatro máquinas diésel.